# Hôpitaux-Facultés (Montpellier)
Hôpitaux et Universités est un des sept quartiers de Montpellier. Il est situé au nord-est de la ville. C'est un quartier essentiellement résidentiel qui accueille de nombreuses infrastructures universitaires et de grands espaces publics.

## Situation
Hôpitaux et Universités se situe à l'entrée Nord-Est de la ville de Montpellier depuis les départementales D986 et D65. Son axe principal est l'avenue Charles Flahault et la route de Ganges qui traverse le quartier du nord au sud et l'avenue de la justice de Castelnau puis l'avenue Fréderic Sabatier d'Espeyran qui traverse le quartier d'ouest en est. Côté transport en commun, ce quartier est desservi par la ligne 1 du tramway et fin 2025 par la ligne 5 du tramway.

## Composition
Selon le découpage par quartiers et sous-quartiers de l’Insee, établi en mars 1998 et repris dans la délibération municipale du 22 janvier 2015, le quartier est composé de plusieurs sous-quartiers : Aiguelongue, le Plan des 4 Seigneurs et Malbosc. 

### Parcs
Le quartier comprend plusieurs parcs publics et gratuits tel que le Parc Zoologique de Montpellier (d'une superficie de 80 hectares), le bois de Montmaur (composé de 27 hectares de forêts de chênes verts et de garrigue méditerranéenne), le domaine départemental du Château d’Ô et le parc du domaine-de Meric, lieu où a vécu le peintre Frédéric Bazille. Plusieurs de ses œuvres sont inspirées de ce parc,. 

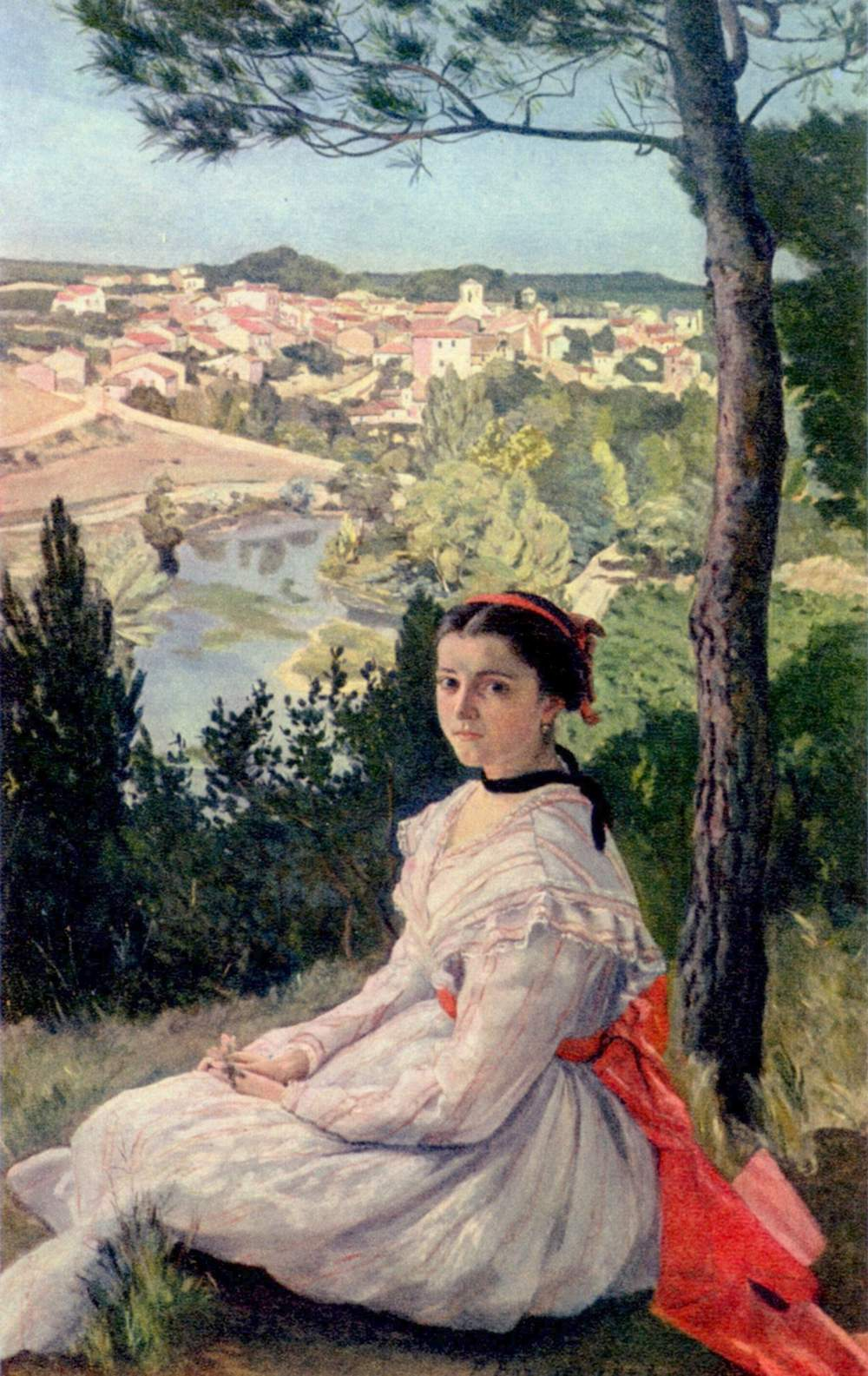
Vue de Castelnau-le-Lez depuis le parc Méric par Frédéric Bazille en 1868.

### Infrastructures sportives
Le quartier comprend plusieurs infrastructures sportives comme le Palais des sports René-Bougnol, le Centre Sportif Universitaire de La Motte Rouge et le complexe sportif de Veyrassi de 21 700 m2 comprenant le Palais universitaire des sports.

### Cimetière Saint-Lazare
Installé aux limites de la ville au bord du Lez, le cimetière Saint-Lazare est le troisième plus ancien cimetière en activité de la ville après le cimetière protestant de Montpellier et celui de Celleneuve. Il a été inauguré le 14 septembre 1849 sur une superficie de 6 hectares et tire son nom de l'ancien hôpital Saint-Lazare et son lazaret détruit pour y mettre le cimetière. Toujours en activité, son attrait culturel et patrimonial est permanent car des personnalités montpelliéraines et européennes y sont inhumées,. 
Avec l'évolution démographique, une annexe a été construite puis il a été complété par le cimetière Saint-Étienne dans le domaine Grammont.

### Enseignement

#### Lycées
- Lycée agricole Frédéric Bazille - Agropolis
- Lycée Privé Turgot
- Lycée Privé Nevers

#### Collèges
- Jeu de Mail

#### Écoles primaires
- Benoîte Groult

## Campus universitaire

### Secteur Occitanie
Le secteur Occitanie est composé de plusieurs petits campus proches : le campus Occitanie, le campus Arnaud de Villeneuve, le campus de recherche Saint-Priest et la faculté des sciences et techniques des activités physiques et sportives.

#### Campus Occitanie et Arnaud de Villeneuve
Campus Occitanie et Arnaud de Villeneuve sont deux campus qui se font face et qui sont séparés par le pôle d'échange Occitanie. Ils sont composés de l'IUT de Montpellier, du nouveau campus de la Faculté de médecine de Montpellier, du CHU de Montpellier et de plusieurs instituts de recherche de la faculté de médecine tels que l'Institut de Génétique Moléculaire de Montpellier et l'Institut de Génomique Fonctionnelle.  
L'École Nationale Supérieure d'Architecture de Montpellier est situé au nord de l'IUT de Montpellier, entre le campus Occitanie et le campus Triolet, en pleine zone résidentielle.

#### Saint-Priest
Le campus Saint-Priest est un campus de recherche de l'Université de Montpellier. Il est composé de plusieurs laboratoires de recherche : le LIRMM, le Laboratoire de Mécanique et Génie Civil, l'Institut d'Électronique et des Systèmes, le Centre spatial universitaire Montpellier-Nîmes et le Centre informatique national de l'enseignement supérieur.
Un bâtiment de l'École nationale supérieure de chimie de Montpellier et de ArtFX (une école d'animation pour le jeu vidéo) juxtapose le campus.
Le campus est accessible depuis les arrêts de tram de la ligne 1 Occitanie et Château d’Ô.

### Secteur Cœur de campus
Le secteur Cœur de campus est le nom de l'ensemble qui regroupe le campus Triolet, l'École Nationale Supérieure de Chimie de Montpellier, le Centre Sportif Universitaire de La Motte Rouge et l'Université Paul-Valéry-Montpellier.

#### Triolet
En 1964, le campus Triolet sort de terre. La faculté des sciences quitte le centre-ville pour s'installer dans le campus de 30 hectares, sur lequel sont bâtis 146 000 m2 de bâtiments pour la pédagogie et la recherche. Ainsi naît l’Université des Sciences et Techniques du Languedoc (USTL). Aujourd'hui le campus est constitué de l'IAE de Montpellier, de Polytech Montpellier et de la Faculté des sciences de Montpellier.
Plusieurs services pour les étudiants sont disponibles dans ce campus, tels que la Bibliothèque Inter-Universitaire de Sciences et Techniques, le service Handiversité de l'Université de Montpellier, une maison des étudiants et l'(S)pace qui regroupe des bureaux d’associations étudiantes, des permanences des assistants sociaux du CROUS, des espaces multimédia et une cafétéria.
En 2020 est inauguré le Village des sciences,.

Le campus Triolet et l'université Paul-Valéry sont séparés par la route de Mende et la future ligne 5 du tramway.

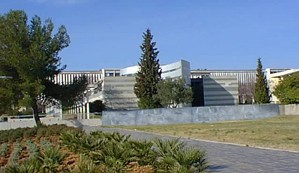
IAE de Montpellier

#### Site Paul-Valéry
Le site Paul-Valéry de l'Université Paul-Valéry accueille la faculté des lettres, d'arts, de langues et de sciences humaines et sociales. Ce site de 10,5 hectares accueille également en son sein le Musée des Moulages et une maison des étudiants qui regroupe les 30 associations de l'université,. 

### Agropolis
La campus Agropolis est situé à l'extrémité nord-est du quartier. On y trouve le siège d'Agropolis International ainsi que plusieurs instituts de recherche d'Agropolis. Le campus est aussi composé d'une antenne d'AgroParisTech et d'un lycée agricole.